# 2022년 샌디에이고 파드리스 시즌
2022년 샌디에이고 파드리스 시즌은 메이저리그의 프로 야구단 샌디에이고 파드리스의 2022년 시즌을 일컫는다. 밥 멜빈 감독이 팀을 이끈 첫 시즌이며, 팀은 내셔널리그 서부리그 5팀 중 2위, 와일드카드 2위에 올라 포스트시즌에 진출했다. 이후 와일드카드시리즈에서 뉴욕 메츠를 2승 1패로 꺾고, 디비전시리즈에서 LA 다저스를 3승 1패로 꺾었으나 챔피언십시리즈에서 필라델피아 필리스에게 1승 4패로 밀려 탈락했다.

## 타이틀
- 조아제약 프로야구대상 특별상: 김하성

## 선수단
- 선발투수 : 다르빗슈, 머스그로브, 스넬, 클레빈저, 고어, 웨더스, 머나야
- 구원투수 : 수아레즈, 마르티네즈, 윌슨, 크리스맷, 힐, 가르시아, 타일러, 애덤스, 크니어, 모레혼, 카스티요, 아빌라, 존슨, 스탬멘, 스콧, 라멧
- 마무리투수 : 바에즈, 게라, 커, 로저스, 헤이더
- 포수 : 놀라, 알파로, 캄푸사노
- 1루수 : 호스머, 드루리
- 2루수 : 크로넨워스, 카노
- 유격수 : 김하성, 에이브람스
- 3루수 : 마차도, 로사리오, 배튼, 딕슨, 알칸타라
- 좌익수 : 프로파, 톰슨, 루커, 루이즈
- 중견수 : 그리샴
- 우익수 : 소토, 마이어스, 마자라, 아조카르, 베이티
- 지명타자 : 보이트, 리베라토, 벨

## 기록
- 골든글러브 : 그리샴 (중견수)
- 실버슬러거 : 소토 (외야수), 벨 (지명타자), 드루리 (유틸리티)
- 규정이닝 충족 : 다르빗슈 (194.2), 머스그로브 (181)
- 규정타석 충족 : 크로넨워스 (587), 마차도 (578), 프로파 (575), 김하성 (517)
- 볼넷 : 소토 (135)
- 2022 조아제약 프로야구 대상 특별상 : 김하성
- 2022 프로야구 스포츠서울 올해의 특별상 : 김하성

## 같이 보기
- 2022년 피츠버그 파이리츠 시즌
- 2023년 샌디에이고 파드리스 시즌